# Erik van Zuylen
 (octobre 2018).
Si vous disposez d'ouvrages ou d'articles de référence ou si vous connaissez des sites web de qualité traitant du thème abordé ici, merci de compléter l'article en donnant les références utiles à sa vérifiabilité et en les liant à la section « Notes et références ».
Erik van Zuylen, né en 1943 à Utrecht, est un réalisateur, scénariste, illustrateur et écrivain néerlandais.

## Filmographie
- 1975 : The Last Train[2]
- 1976 : Stefan Themerson and Language
- 1978 : Wimshurst's Electrostatic Generator
- 1979 : In for Treatment[3]
- 1983 : De Anna[4]
- 1990 : Alissa in Concert[5]
- 1996 : Stalen neuzen, een dansfilm
- 2005 : Mystery of the Sardine

### Illustrateur et Écrivain
- 2008 : Ik wandel dus ik besta / druk 1 : écrit par Joyce Roodnat
- 2013 : Wandelingen der Neederlanden: hedendaagse voetreizen door historisch Nederland : co-érit avec Kester Freriks et Joyce Roodnat